# هیلاری رودا
هیلاری رودا (به انگلیسی: Hilary Rhoda) (زاده ۶ آوریل ۱۹۸۷) مدل آمریکایی است.
رودا در Chevy Chase، مریلند به دنیا آمد و در آنجا در Rye، نیویورک بزرگ شد. او اصالتاً ایرلندی دارد. به عنوان دانش آموز دبیرستان در آکادمی صلیب مقدس در مریلند، او در تیم های هاکی روی چمن و بسکتبال به عنوان یک ورزشکار سه ساله دانشگاه بازی کرد و به عنوان عضوی از تیم قهرمانی کنفرانس ورزشی کاتولیک واشنگتن افتخارات را کسب کرد. و جایزه بهترین بازیکن تهاجمی را دریافت کرد. رودا، که توسط چندین کالج برای بازی هاکی روی چمن استخدام شده بود، پس از شروع حرفه مدلینگ در سال دوم، پذیرش دانشگاه خود را به تعویق انداخت.